# Mithridates van Pergamon
Mithridates van Pergamon (? - 46 v.Chr.) was een edelman uit Pergamon (het huidige Bergama in Turkije) in de Romeinse provincie Asia. Hij zou een bastaardzoon van koning Mithridates VI van Pontus zijn geweest en Adobogiona, een concubine van Mithridates VI. Hun kind kreeg de naam Mithridates, waarmee werd geïmpliceerd dat hij een zoon van de koning was, al was zij eerder getrouwd geweest met Menodotus van Pergamon. Hij groeide op in Pergamon. In 59 v.Chr. trad hij in Rome als getuige op toen Lucius Valerius Flaccus terechtstond wegens afpersing.
Tijdens de burgeroorlog tussen Pompeius en Caesar stond Mithridates aan de zijde van Julius Caesar. Bij het begin van de Alexandrijnse Oorlog werd hij door Caesar naar Klein-Azië gestuurd om versterkingen te werven. Mithridates wist in Syria en Cilicia een leger te verzamelen waarmee hij de belegerde troepen van Caesar te hulp kwam. Hij nam Pelusium en Leontopolis in: Memphis onderwierp zich daarop zonder gevecht aan de Romeinen. Mithridates trok op naar Alexandrië terwijl Ptolemaeus hem tegemoetkwam om een vereniging met Caesar te verhinderen. Caesar achtervolgde de Egyptenaren en bereikte na een gevecht het leger van Mithridates. Samen versloegen ze het Egyptische leger, waarbij Ptolemaeus verdronk.
Na de daaropvolgende overwinning van Caesar op Pharnaces II in de slag bij Zela benoemde Caesar Mithridates tot koning van het Bosporuskoninkrijk. Kort daarop raakte hij in conflict met Asander, een voormalig gouverneur van Pharnaces. Hierbij kwam Mithridates waarschijnlijk om het leven.